# کورکور صفیرکش
کورکور صفیرکش (نام علمی: Haliastur sphenurus) یا کوکور سوت‌زن، پرنده شکاری بومی استرالیا، نیو کالدونیا و گینه نو است. این پرنده به عقاب صفیرکش نیز شهرت دارد و دلیل این نام‌گذاری صدای بلند صفیرمانند آن است که معمولاً در هنگام پرواز سر می‌دهد.
طول بدن این پرنده ۵۰ تا ۶۰ سانتیمتر، فاصلهٔ دو سر بال آن ۱۲۳ تا ۱۴۶ سانتیمتر و وزن آن بین ۳۸۰ تا ۱۰۵۰ گرم است. ماده‌ها کمی بزرگتر از نرهایند. کورکور صفیرکش پرنده ای پرسروصداست و در هنگام پرواز و هنگام نشستن و حتی در آشیانه مرتب آواز می‌خواند. یک تحقیق میدانی که فیونا رندال برای دانشگاه ادینبرا در پارک ملی تاونتون ساینتفیک انجام داده به یک نتیجه بسیار عجیب رسیده‌است. در این تحقیق مشاهده شده که مرغان آلاچیق‌ساز خال‌دار (Chlamydera maculata) به طور منظم صدای کورکور صفیرکش را تقلید می‌کنند و دفعات این تقلید صدا در فصل جفتگیری بیشتر می‌شود. کاربرد این تقلید صدا برای آنها نامشخص است.
کورکور صفیرکش از هر طعمه‌ای که بتواند استفاده می‌کند و از پستانداران کوچک، پرندگان، ماهی‌ها، خزندگان، دوزیستان، سخت‌پوستان، حشرات و لاشه‌ها تغذیه می‌کند. در استرالیا آنها بیشتر شکار زنده می‌خورند اما در گینه نو عمدتاً لاشه‌خوارند. آنها طعمه خود را روی زمین یا سطح آب شکار می‌کنند اما حشرات را گاهی در هوا می‌گیرند. آنها همچنین به زورگیری از پرندگان شکاری دیگر و حواصیلها و اکراسها و پرندگان آبی اقدام می‌کنند و معمولاً در اطراف جاده‌ها در جستجوی کشته‌های تصادف پرسه می‌زنند و هنگام آتش‌سوزی به کنار شعله‌ها می‌آیند تا طعمه‌های در حال فرار از آتش را شکار کنند.
این پرنده شکاری بر روی یک درخت بلند (معمولاً اوکالیپتوس یا کاج) لانه بزرگی می‌سازد و معمولاً هر سال از همان لانه قبلی استفاده کرده و آن را بزرگتر می‌کند. کورکور ماده ۲ یا ۳ تخم می‌گذارد ۳۵ تا ۴۰ روی روی تخم می‌خوابد. جوجه‌ها ۴۴ تا ۵۴ روز در لانه می‌مانند و پس از آن هم ۶ تا ۸ هفته دیگر به والدین وابسته هستند.